# Poarta 6
Poarta 6 este una din porțile portului Constanța, denumind și cartierul vecin „Faleză Sud”

 Acest articol despre o localitate din județul Constanța este deocamdată un ciot. Puteți ajuta Wikipedia prin completarea lui.